# Summer of Sam
Pour plus de détails, voir Fiche technique et Distribution.
Summer of Sam est un film américain réalisé par Spike Lee, sorti en 1999. Il relate la psychose à New York autour des meurtres en série de David Berkowitz, dit « le fils de Sam » (the Son of Sam), durant l'été caniculaire de 1977.
Le film est présenté à la Quinzaine des réalisateurs du festival de Cannes 1999.

## Synopsis
À l'été 1977, New York connait une canicule historique. Un tueur en série, surnommé « le fils de Sam » (« Son of Sam »), frappe dans le quartier italo-américain de South Bronx. Les rumeurs et soupçons enflent, la presse entretient la paranoïa ambiante : New York suffoque. C'est dans ce contexte que vivent Vinny, un coiffeur infidèle, et sa femme Dionna. Vinny traine avec Richie, son ami d'enfance devenu punk. La chaleur et les tensions s'accroissent dans le quartier. Certains habitants décident d'appréhender le tueur eux-mêmes.

## Fiche technique
Sauf indication contraire, les informations mentionnées dans cette section peuvent être confirmées par la base de données cinématographiques IMDb,  présente dans la section « Liens externes ».
- Titre original et francophone : Summer of Sam
- Réalisation : Spike Lee
- Scénario : Victor Colicchio, Michael Imperioli et Spike Lee
- Musique : Terence Blanchard
- Photographie : Ellen Kuras
- Montage : Barry Alexander Brown
- Décors : Thérèse DePrez
- Costumes : Ruth E. Carter
- Production : Jon Kilik et Spike Lee
- Producteurs délégués : Jeri Carroll-Colicchio et Michael Imperioli
- Sociétés de production : Touchstone Pictures, 40 Acres & A Mule Filmworks et Hostage Productions
- Distribution : Opening Distribution (France), Buena Vista Pictures (États-Unis)
- Pays d'origine :  États-Unis
- Genre : drame, thriller, policier
- Format : Couleurs - 1,85:1 - DTS / Dolby Digital / SDDS - 35 mm
- Budget : 22 000 000 $[1]
- Durée : 142 minutes
- Dates de sortie[2] :
  -  France : 20 mai 1999 (festival de Cannes 1999 - Quinzaine des réalisateurs[3])
  -  États-Unis : 2 juillet 1999
  -  France : 5 janvier 2000

## Distribution
Source et légende : Version française (VF) sur RS Doublage.com
- John Leguizamo (VF : Ludovic Baugin) : Vinny
- Adrien Brody (VF : Stéphane Ronchewski) : Richie
- Mira Sorvino : Dionna
- Jennifer Esposito (VF : Véronique Volta) : Ruby
- Michael Rispoli (VF : Jean-François Vlérick) : Joey T
- Saverio Guerra : Woodstock
- Brian Tarantina (VF : Eric Missoffe) : Bobby Del Fiore
- Al Palagonia (VF : Luc Boulad) : Anthony
- Ken Garito (VF : Didier Cherbuy) : Brian
- Bebe Neuwirth (VF : Odile Schmitt) : Gloria
- Patti LuPone : Helen
- Mike Starr (VF : Jacques Frantz) : Eddie
- Anthony LaPaglia : l'inspecteur Lou Petrocelli
- Roger Guenveur Smith : l'inspecteur Curt Atwater
- Ben Gazzara (VF : Michel Fortin) : Luigi
- Joe Lisi : Tony Olives
- James Reno : Crony
- Arthur J. Nascarella : Mario
- John Savage (VF : Jean-François Vlérick) : Simon
- Jimmy Breslin : lui-même
- Michael Badalucco (VF : William Coryn) : « Son of Sam »
- Spike Lee (VF : Lucien Jean-Baptiste) : John Jeffries
- Lucia Grillo : Chiara
- Nelson Vasquez : l'officier Cruz
- Darielle Gilad : Debbie Cadabra
- Michael Harper : Raygun
- Jessica Galbreath : Fire
- Evan Cohen : Bite
- George Tabb : Spider
- Michael Imperioli (VF : Patrick Laplace) : Midnite
- Victor Colicchio : Chickie
- Peter Maloney : l'inspecteur Timothy Dowd
- Christopher Wynkoop : Sam Carr
- John Turturro : Harvey the Black Dog (voix)
- Joie Lee : une femme de Bedford Stuyvesan interviewée

## Production

### Développement
Le film revient sur divers événements survenus à New York durant l'été 1977, dont les agissements du tueur David Berkowitz surnommé « Son of Sam ». Le réalisateur-scénariste Spike Lee a voulu faire un film sans choquer les personnes concernées : « il n'existe dans Summer of Sam aucun élément propre à choquer les parents, les proches des disparus. Je n'ai pas un seul instant tenté d'illustrer leur chagrin par des images, car rien ne me permettait d'éprouver ce qu'ils ont alors ressenti ».
Spike Lee coécrit le scénario avec Victor Colicchio et Michael Imperioli. Ce dernier est un acteur apparu auparavant dans plusieurs films du cinéaste : Jungle Fever (1991), Malcolm X (1992), Clockers (1995) et Girl 6 (1996)

### Attribution des rôles
Le rôle de Dionna a été écrit pour Jennifer Esposito alors que le rôle de Ruby a été proposé à Sarah Michelle Gellar. Finalement, Jennifer Esposito tient le rôle de Ruby et Mira Sorvino celui de Dionna.
Leonardo DiCaprio et Benicio Del Toro ont été envisagés dans les rôles principaux.
Danny Aiello, déjà présent dans Do the Right Thing, devait interpréter Eddie. Michael Imperioli, coscénariste du film, devait jouer le rôle de Richie mais, en raison du tournage de la série Les Soprano, il doit tenir un plus petit rôle : celui de Midnite.
Au départ, le rôle de Richie, incarné par Adrien Brody, devait être principal et celui de Vinny, joué par John Leguizamo, devait être secondaire. Mais Spike Lee fût impressionné par l'improvisation de John Leguizamo qu'il décida que le rôle de Vinny serait principal.
Idina Menzel avait été engagée pour incarner la petite amie de Richie. Toutes ses scènes seront cependant coupées au montage final.

### Tournage
Le film est tourné à l'été 1998 à New York, notamment dans le Bronx, le Queens et Manhattan.

## Bande originale
La musique du film est composée par Terence Blanchard, fidèle collaborateur de Spike Lee. Ce dernier utilise par ailleurs des chansons des années 1970. Elles sont présentes sur la bande originale du film, commercialisée par Hollywood Records.
| 1.  | Got to Give It Up                   | Marvin Gaye    | 6:02 |
| 2.  | Dancing Queen                       | ABBA           | 3:49 |
| 3.  | Baba O'Riley                        | The Who        | 5:09 |
| 4.  | Running Away                        | Roy Ayers      | 3:12 |
| 5.  | Everybody Dance                     | Chic           | 3:31 |
| 6.  | La Vie en rose                      | Grace Jones    | 7:27 |
| 7.  | Let No Man Put Asunder              | First Choice   | 7:59 |
| 8.  | Fooled Around And Fell In Love      | Elvin Bishop   | 2:58 |
| 9.  | There But For The Grace Of God Go I | Machine        | 4:58 |
| 10. | Best of My Love                     | The Emotions   | 3:46 |
| 11. | Dance With Me                       | Peter Brown    | 3:50 |
| 12. | Don't Leave Me This Way             | Thelma Houston | 3:40 |

Autres chansons présentes dans le film
Certaines chansons présentes dans le film sont absentes de l'album :
- Fernando interprétée par ABBA
- Boogie Nights interprétée par Heatwave
- Come Rain or Come Shine interprétée par Mike Starr
- Hello from the Gutters interprétée par Adrien Brody, Jennifer Esposito, Jessica Galbreath, Darielle Gilad, George Tabb, Michael Harper et Evan Cohen
- It's Ecstasy When You Lay Down Next to Me interprétée par Barry White
- Psycho Killer interprétée par Talking Heads
- Galaxy interprétée par War
- Don't Go Breaking My Heart interprétée par Elton John et Kiki Dee
- Love Is the Message interprétée par MFSB
- Let's All Chant interprétée par Michael Zager Band
- Skull Grenade interprétée par L.E.S. Stitches
- Won't Get Fooled Again interprétée par The Who
- Theme from New York, New York interprétée par Frank Sinatra
- Summertime Blues interprétée par The Who

## Accueil
Le film reçoit des critiques partagées. Sur l'agrégateur américain Rotten Tomatoes, il récolte 51% d'opinions favorables pour 101 critiques et une note moyenne de 5,58⁄10. Sur Metacritic, il obtient une note moyenne de 67⁄100 pour 26 critiques.
En France, le film obtient une note moyenne de 3,8⁄5 sur le site AlloCiné, qui recense 18 titres de presse.
Avec un budget de 22 millions de dollars, le film ne récolte que 19 288 130 $ au box-office américain. En France, Summer of Sam comptabilise 101 996 entrées, dont 37 508 à Paris

## Commentaire
Dans Summer of Sam, Spike Lee s'éloigne de la communauté afro-américaine pour plonger dans le Bronx italo-américain. Il n'abandonne pas pour autant ses thèmes de prédilections, l'amitié et la tension sociale entre communautés, qui ici s'entrechoquent dans une atmosphère suffocante. Film de mœurs efficace, Summer of Sam est aussi un film à message, qui, d'un regard ironique et nostalgique (la musique, omniprésente, est un personnage du film) sur les égarements du passé, invite le spectateur à une réflexion sur la tolérance.